# Ermete e Caio
I santi Ermete e Caio sono una coppia di martiri cristiani.
Subirono il martirio in Mesia, nella città di Bononia o, meno probabilmente, a Ratiaria.
Il nome di Ermete, esorcista di Bononia, compare già in un martirologio siriaco degli inizi del V secolo; Ermete e Caio (o Gago), insieme con Aggeo, sono menzionati nel martirologio geronimiano al 4 gennaio.
Cesare Baronio, nel suo martirologio romano, inserisce il loro elogio al 4 gennaio e li dice martiri sotto l'imperatore Massimiano.
Tra il IX e il X secolo, furono adottati come santi patroni dalla città di Bologna: si pretendeva che fossero martiri locali e che le loro reliquie si conservassero in Santa Croce.
Il loro elogio si legge nel Martirologio romano al 4 gennaio.